# روجاتين فاشون
روجاتين فاشون (بالفرنسية: Rogatien Vachon)‏ (و. 1945  م) هو لاعب هوكي الجليد كندي، ولد في بالماروله، مركز لعبه هو حارس مرمى ‏.

## جوائز
حصل على جوائز منها:
- قائد الفنون والآداب (17 يناير 2013)[7]
- جائزة المنافسة العامة  [لغات أخرى]‏ (1946)

## روابط خارجية
- روجاتين فاشون على موقع دوري الهوكي الوطني (الإنجليزية)
- روجاتين فاشون على موقع EliteProspects.com (الإنجليزية)
- روجاتين فاشون على موقع HockeyDB.com (الإنجليزية)
- روجاتين فاشون على موقع Hockey-Reference.com (الإنجليزية)